# Saint-Martin-d'Aubigny
Saint-Martin-d'Aubigny là một xã thuộc tỉnh Manche trong vùng Normandie tây bắc nước Pháp. Xã này nằm ở khu vực có độ cao trung bình 33 mét trên mực nước biển.